# 查夫林布里奇 (伊利諾伊州)
查夫林布里奇（英語：Chaflin Bridge）是位於美國伊利諾伊州門羅縣的一個非建制地區。該地的面積和人口皆未知。

## 地理
查夫林布里奇的座標為38°12′43″N 90°16′07″W / 38.21194°N 90.26861°W，而該地的平均海拔高度為122米（即400英尺）。